# Lexéma
A lexikológiában használt lexéma fogalomnak nincs általánosan elfogadott meghatározása. Az az állítás a leggyakoribb, hogy a lexéma a szókészlet alapegysége, és hogy nem esik egybe a „szó” fogalommal, de a meghatározások különböznek abban, hogy mi ez az alapegység.

## A lexéma mint szótári szó
Egyes nyelvészek szerint a lexéma mint a szókészlet alapegysége a szótári szó. Ebben az értelemben elvont elem, mely a nyelvhez tartozik, miközben a szó a beszéd eleme. Ez a megkülönböztetés Ferdinand de Saussure nyelvész koncepciójának felel meg, aki szerint a nyelv elvont rendszer, amely konkrétan a beszédben valósul meg. Mint elvont elem, a lexéma nyelvtani eszközök és mondatbeli szerep nélküli jel. A beszéden kívül csak lehetőségként létezik, de a beszédben valóságosan. A lexéma jelentése gyakran módosulhat a beszéd többi elemének hatására, de beszédbeli jelentései állandó jelentéséhez kapcsolódnak.
Ezek szerint a szótári szó lexéma, nyelvtani alakjai pedig szavak. Például (angolul) write ’ír’ ugyanakkor lexéma és szó is, egyike a lexéma megvalósulásainak, miközben writes ’(ő) ír’, wrote ’(ő) írt’, written ’írott’ csak szavak, a lexéma egyéb megvalósulásai. Ugyanígy (angolul) big ’nagy’ lexéma, bigger ’nagyobb’ és biggest ’legnagyobb’ pedig szavak.
A lexéma lehet tőszó, azaz egyetlen lexikai elemből álló, egyetlen lexikai morféma, például él, tavasz, hat, vagy több elemből álló, azaz képzett, igekötős vagy összetett szó: legelész, elnémul, pásztorlegény stb. Lexémáknak tekintendők olyan szóalakok is, mint a főnévi igenév vagy a ható ige (pl. olvasni, olvashat), bár csak a jel és rag nélküli szavak szótározottak, kivéve az -ik-es igéket. Az összetett szó esetében egyes szerzők úgy tekintik, hogy ez lexémákból alkotott újabb lexéma, például (angolul) a writer ’író’ lexéma a ghostwriter ’szellemíró, irodalmi néger’ lexéma része. Sajátosan viselkedő lexémák a mozaikszók: MÁV (betűszó), Fidesz (szóösszevonás).
A lexéma sajátos esete az, amelynek egy vagy több grammatikai alakja szuppletív, azaz egészen más szó, mint a lexéma. Ilyen például a sok lexéma, amelynek egyik alakja több. Más nyelvek is vannak, melyekben e lexéma megfelelői ugyanígy viselkednek: (franciául) beaucoup – plus (horvátul) mnogo – više.
Egyes nyelvészek szembeállítják a lexéma fogalmát a (franciául) grammème-nek nevezettel, mely a grammaire ’grammatika’ szóból alkotott. Az utóbbi lehet jel vagy rag, illetve önálló szó, és mint ilyen, szótári szó, amely a viszonyszók közé tartozik: le ’az’ (névelő), pour (elöljárószó) ’részére, számára, -ért’, et ’és’ (kötőszó) stb.

## A szótőre kiterjesztett lexéma fogalom
Egyes nyelvészek szerint nemcsak önálló szó lehet lexéma, hanem olyan szótő is, amely nem tőszó. Eszerint például (franciául) a chantant ’éneklő, énekelve’ nem a chanter ’énekelni’ alakja, bár az utóbbi szótári szó, de nem lexéma, hanem a chant- lexéma egy másik alakja, amely ugyanakkor szótő is. Egyéb szótári szavak több grammatikai alakot képviselnek, például marche. Ennek jelentése lehet ’járok, jár, járj!, járjak, járjon’ és ’járás’, melyeknek lexémaként a march- tő felel meg.

## Az idiomatikus kifejezésre kiterjesztett lexéma fogalom
Egyes nyelvészek úgy vélik, hogy a lexéma fogalma nem korlátozható csak egy olyan hangalakra, amelynek egy írott szó felel meg. Ugyanis olyan szócsoportok is vannak, melyekben az egyes szavaknak nincs meg az eredeti jelentésük. Nekik csak együtt van új jelentésük, azaz idiomatikus kifejezést alkotnak, amit lexémának kellene tekinteni. Ilyenek lennének a magyar nyelvben körmére ég a dolog, egy gyékényen árulnak, kirúg a hámból, vagy az angolban kick the bucket ’feldobja a talpát’ (szó szerint ’belerúg a vödörbe’). Bokor 2007 az ilyeneket frazémáknak nevezi, és megkülönbözteti a lexémáktól, de ugyanakkor megjegyzi, hogy vannak a magyarban analitikus felépítésű szótári szók is, mint elszólja magát, kimulatja magát stb., amelyek a frazémákkal érintkeznek.

## Kapcsolódó szócikk
- Szókészlet